# Petite Fleur
Petite Fleur é uma canção instrumental de 1952, composta pelo clarinetista e saxofonista estadunidense Sidney Bechet (1897–1959), quando ele residiu na França. Foi um notável sucesso e tornou-se um padrão de jazz. A letra, em francês, foi escrita por Fernand Bonifay e Mario Bua em 1959.

## Alguns intérpretes

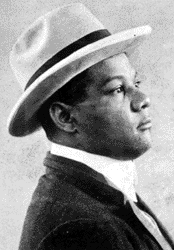
Sidney Bechet, autor e intérprete da canção

- Sidney Bechet
- Aimable
- Danielle Darrieux
- Tino Rossi
- Henri Salvador
- Petula Clark
- Manu Dibango
- Angélique Kidjo
- Bob Crosby
- Marcel Mouloudji